# Су-24
Су-24 (изделие Т-6, по кодификации НАТО: Fencer — «Фехтовальщик») — советский и российский тактический фронтовой бомбардировщик с крылом изменяемой стреловидности, предназначенный для нанесения ракетно-бомбовых ударов в любых метеоусловиях круглосуточно, в том числе на малых высотах с прицельным поражением наземных и надводных целей. Также является носителем тактических ядерных зарядов.
31 августа 2016 года в ВКС России завершилась эксплуатация бомбардировщиков Су-24 в исходном варианте (без литеры в индексе). Бомбардировщики были сняты с вооружения.

## История создания и производства

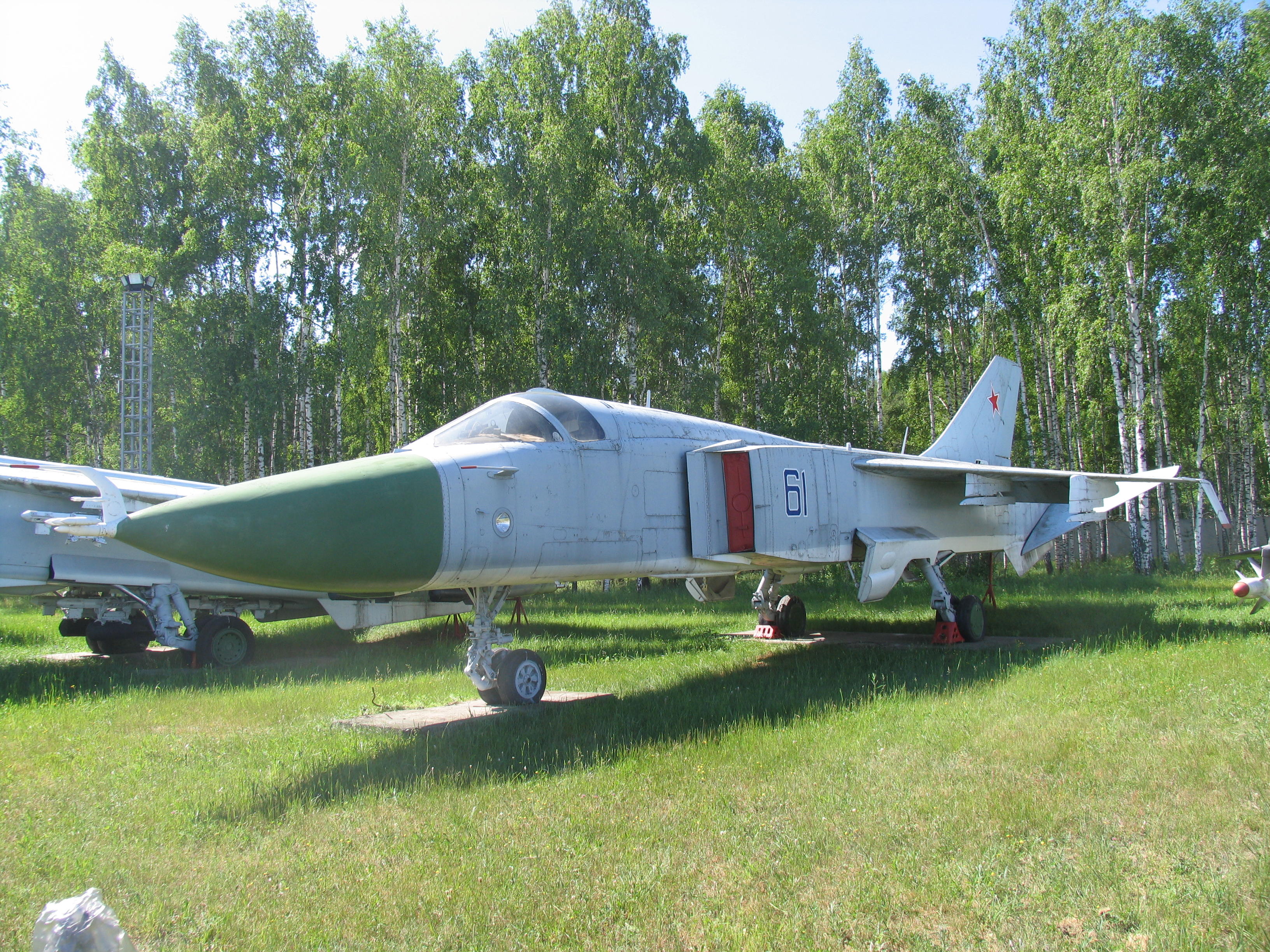
Прототип бомбардировщика Т-6-1

Первоначально после принятия на вооружение истребителя Су-7Б предполагалось создание модификации всепогодного самолёта для поражения малоразмерных целей, но разработка на базе Су-7 с выполнением тактико-технических требований была невозможна, поэтому ОКБ Сухого начало разработку самолёта под шифром С-6 — с треугольным крылом, двигателями Р21Ф-300 и тандемным расположением экипажа.
В 1963 году был построен натурный образец, через год проект был изменён на шифр Т-58М — модификацию Су-15, изменилась концепция самолёта, теперь по требованию ТТТ предполагалось создание маловысотного бомбардировщика с укороченным взлётом/посадкой (требовался сверхзвуковой маловысотный полёт с преодолением ПВО).
С 1965 года расположение экипажа изменилось, вместо тандема лётчики располагались рядом из-за больших объёмов РЛС «Орион», двигатели — Р-27Ф-300, для обеспечения короткого взлёта/посадки установлены дополнительные четыре РД-36-35.
24 августа 1965 года самолёт получил шифр Т-6. 2 июля 1967 года лётчик-испытатель В. С. Ильюшин совершил на нём первый полёт.
В октябре 1967 года были установлены более мощные АЛ-21Ф, это позволило избавиться от четырёх РД36-35.
Проработки варианта Т-6 с крылом изменяемой стреловидности начались в 1967 году под руководством О. С. Самойловича. На всех стадиях работы непосредственное участие в проектировании принимал П. О. Сухой. Впервые в СССР предусмотрели установку пилонов для подвески внешней нагрузки на подвижных частях крыла. Первый опытный Т-6-2И с новым крылом 17 января 1970 года поднял в воздух лётчик-испытатель B. C. Ильюшин. Т-6 получил официальное обозначение Су-24.
Принято считать, что в конце 1960-х — начале 1970-х годов советский Су-24 проектировался с большой оглядкой на американский F-111, хотя говорить о полном копировании нельзя. По свидетельству Олега Сергеевича Самойловича приведённому в его мемуарах «Рядом с Сухим», при создании Су-24 очень помогли многочисленные подетальные фотографии F-111, сделанные им лично на авиасалоне в Ле-Бурже в 1967 году.
Государственные испытания были проведены с января 1970 по июль 1974 года. Су-24 принят на вооружение 4 февраля 1975 года. В ходе испытательных полётов возникали «титановые» пожары двигателя, так как ряд элементов компрессора двигателя был выполнен из сплавов титана и при возгорании лопаток компрессора возникал быстрый прогар корпуса двигателя, разрушение двигателя в воздухе и выброс горящего расплава на силовую конструкцию планера. Когда была установлена причина «титановых» пожаров, КБ «Сатурн» перепроектировало компрессор. Масса и размеры двигателя несколько возросли, но его надёжность и тяга также значительно увеличились.
Испытания Су-24 проведены в более чем 2000 полётов.
Самолёт поступал в части бомбардировочной и морской авиации ВС СССР, затем продолжал эксплуатироваться в ВС РФ вплоть до 2016 года, последний полёт Су-24 был выполнен 31 августа на самолёте, который принадлежал 43-му отдельному морскому штурмовому авиаполку.
На базе самолёта Су-24 было создано несколько модификаций, в том числе бомбардировщики Су-24М, разведчик Су-24МР и постановщик помех Су-24МП.
ГСИ Су-24М проведены с декабря 1976 по май 1981 года. Постановлением правительства от 22 июня 1983 года модифицированный бомбардировщик Су-24М был принят на вооружение.
Перечисленные модификации самолёта строились на двух авиационных заводах — НАПО и КнААПО. Серийное производство этих модификаций прекращено в 1993 году. Было выпущено около 1200 этих машин.
В 2001 году совершил первый полёт модернизированный Су-24М2. Предварительный этап испытаний был начат в 2004 году, завершающая стадия испытаний проведена в 2006 году. В 2007 году первые два Су-24М2 были переданы в Липецкий центр боевого применения. Поставка всех заказанных Су-24М2 первой партии для ВВС России была завершена в декабре 2009 года.

## Конструкция

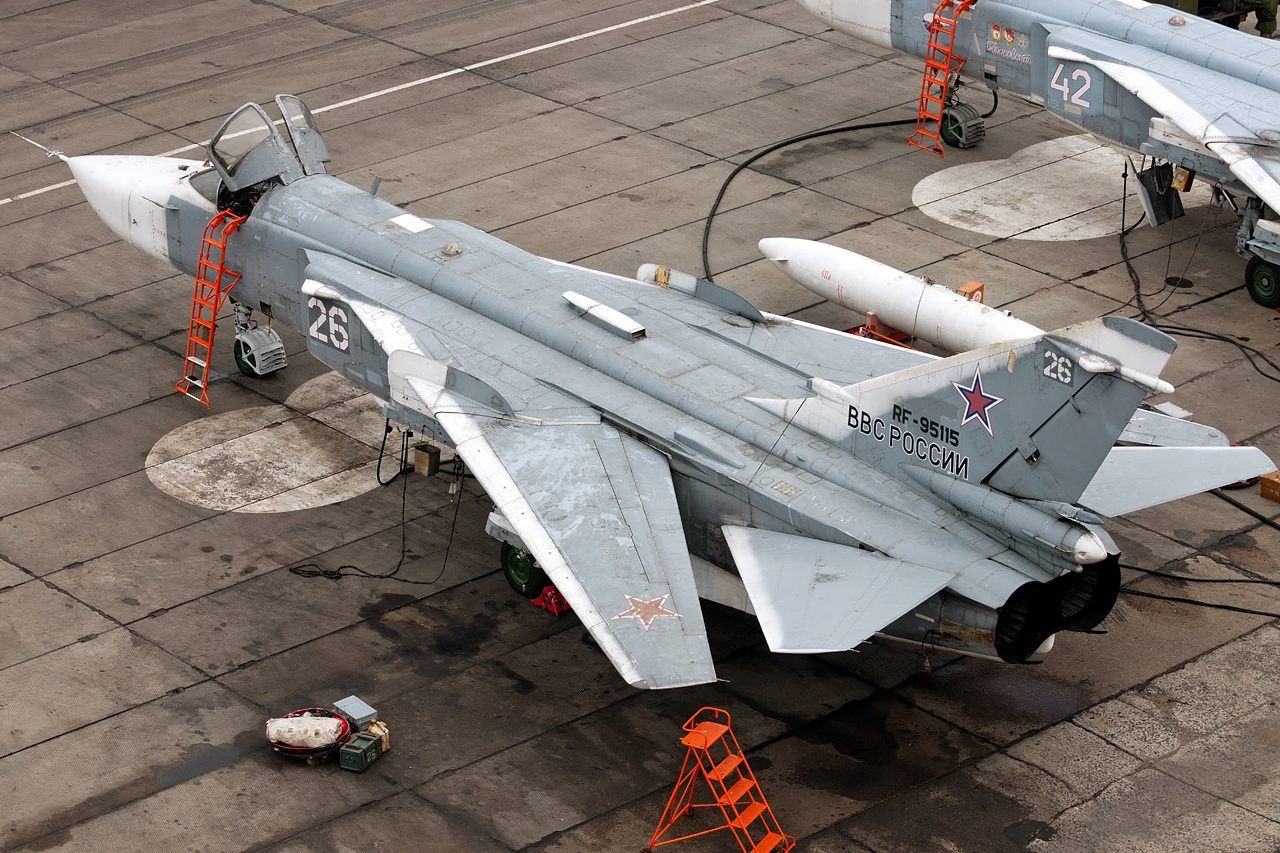
Су-24М, 2011 год.

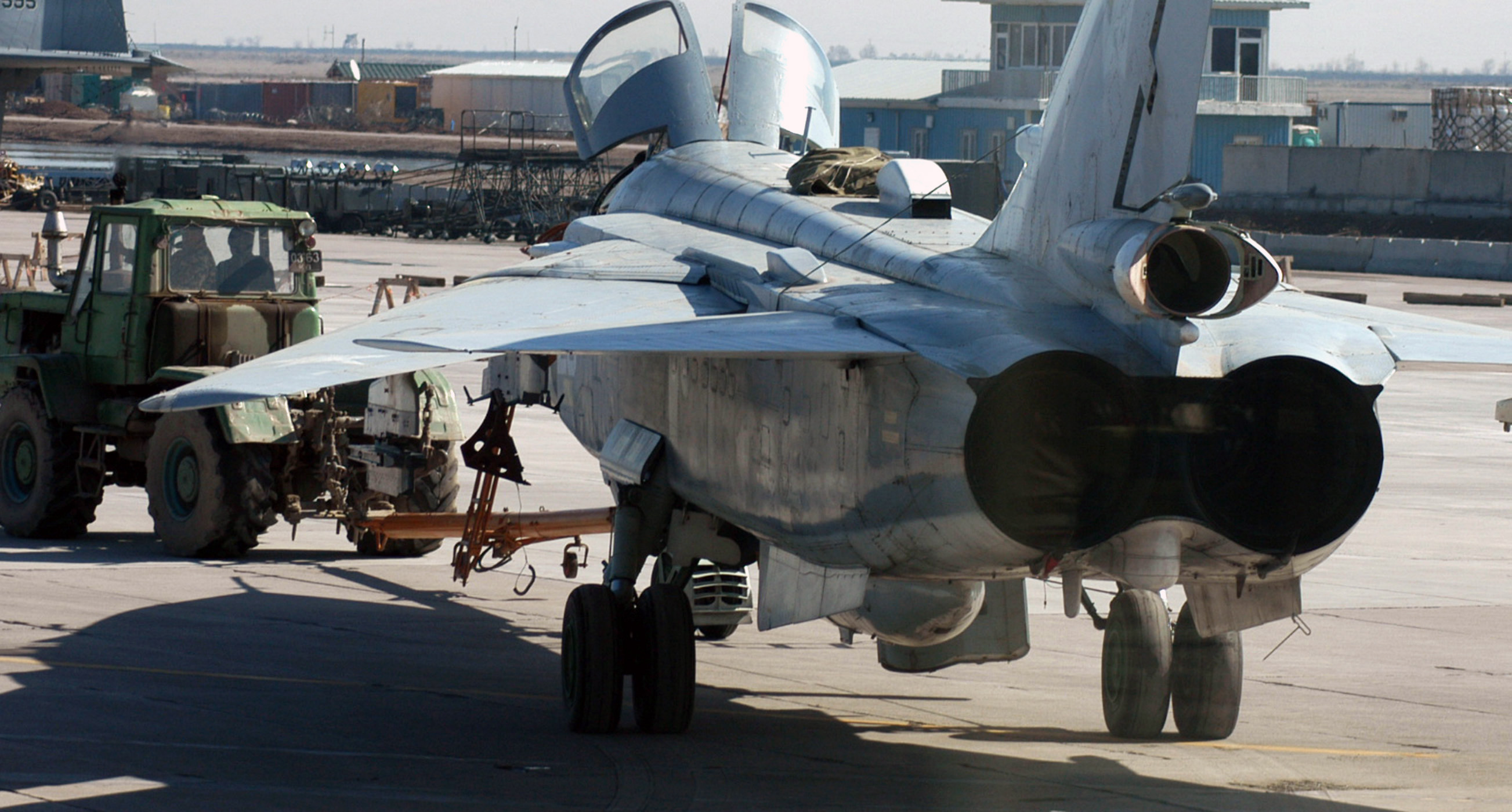
Су-24 из состава ВВС Узбекистана. Вид со стороны хвоста. Открытие створок фонаря кабины назад, в сторону.

Самолёт представляет собой двухдвигательный высокоплан с крылом изменяемой стреловидности. В зависимости от режима полёта передние части крыла (консоли) устанавливаются в одно из четырёх положений: 16° — на взлёте и при посадке, 35° — в крейсерском дозвуковом полёте, 45° — при боевом маневрировании и 69° — при полёте на околозвуковых и сверхзвуковых скоростях. На самолёте трёхстоечное убираемое шасси.
Фюзеляж полумонококовой конструкции, кабина двухместная. Лётчик и штурман располагаются рядом, «плечом к плечу», управление двойное. Катапультные кресла типа К-36ДМ. Силовой набор фюзеляжа состоит из шпангоутов, лонжеронов и стрингеров. Состоит из передней части до 16 шпангоута: из радиопрозрачного обтекателя антенн прицельно-навигационной системы и отсеков оборудования, кабины экипажа, подкабинного отсека с нишей передней стойки шасси, закабинного отсека с колёсной нишей, створок ниши передней опоры шасси, фонаря кабины, включающего неподвижную переднюю часть и две откидывающиеся вверх-назад створки. Под носовым радиопрозрачным обтекателем размещены антенны радиолокационной станции переднего обзора «Орион» и радиолокатора предупреждения о столкновении с естественными наземными препятствиями (РПС) «Рельеф». В носовой части обтекателя установлены антенна передней полусферы антенно-фидерной системы «Пион» из комплекта радиотехнической системы ближней навигации (РСБН), приёмник воздушного давления ПВД-18 и антенная система пассивной радиолокационной станции (ПРС) «Филин». Для доступа к антеннам обтекатель откидывается на петлях в левую сторону. Антенны установлены на поворотной раме, которая откидывается на петлях вправо, обеспечивая доступ к радиоблокам и радиоэлектронному оборудованию, установленному в глубине переднего отсека.
За носовым отсеком оборудования, ограниченным 4-м шпангоутом, размещена двухместная герметичная кабина экипажа с посадкой лётчика и штурмана рядом. Под ней расположены три подкабинных отсека: два боковых, в которых установлены блоки радиоэлектронного и самолётного оборудования, и средний отсек ниши передней стойки шасси. Замыкает головную часть фюзеляжа закабинный отсек, где размещён основной объём специального оборудования и часть агрегатов самолётных систем. Для доступа к ним справа и слева имеются легкосъёмные люки, а по оси самолёта выполнен эксплуатационный колодец с люком на нижней поверхности фюзеляжа. В гаргроте на верхней поверхности фюзеляжа проложена жёсткая проводка системы управления самолётом, топливные трубопроводы и коммуникации других самолётных систем. На нём установлен форкиль с воздухозаборником охлаждения генераторов (с самолёта № 15-28). На нижней поверхности средней части фюзеляжа расположены четыре точки подвески вооружения: № 3, № 4, № 7 и № 8, две последние — тандемом по оси симметрии самолёта (7-я и 8-я точки подвески устанавливались на самолёты с № 8-11).
Средняя часть фюзеляжа, шпангоуты с 16 по 35, состоит из трёх топливных баков-отсеков, отсеков радиоэлектронного оборудования и агрегатов самолётных систем, воздушных каналов двигателей, гаргрота, передней части двигательных отсеков, ниш основных опор шасси со створками и ниш уборки корневых частей поворотных консолей крыла с уплотнительными створками. Силовой каркас отсека состоит из 19 шпангоутов и 6 лонжеронов. Передний топливный бак-отсек (бак № 1) расположен по оси симметрии самолёта и имеет в задней части сквозной прямоугольный вырез для размещения патронного ящика встроенной пушечной установки. Топливный бак-отсек № 2 — расходный, в передней части состоит из центральной и двух боковых частей, соединяющихся в одно целое за силовым шпангоутом, к которому крепятся основные опоры шасси. Над этими баками размещены отсеки оборудования, в частности системы кондиционирования, заборник воздухо-воздушного радиатора которой вынесен на верхнюю панель гаргрота. Топливный бак-отсек № 3 состоит из двух частей: передней, ограниченной сверху цилиндрическим наклонным плато, а снизу и с боков — фрезерованными панелями, и задней, расположенной между двигателями и образованной фрезерованными панелями. Над наклонным цилиндрическим плато бака № 3 расположены два отсека самолётного оборудования: в одном размещены гидромоторы привода поворотных консолей и системы управления механизацией крыла, во втором на съёмных панелях установлены агрегаты гидросистемы. Между баками № 2 и № 3 расположена силовая балка центроплана. Ниши основных опор шасси разделены между собой в плоскости симметрии фюзеляжа вертикальной стенкой и центральной частью топливного бака № 2. Обе ниши закрываются в полёте тремя створками (боковой, центральной и задней), а также тормозным щитком. Ниши поворотных консолей крыла предназначены для уборки их корневых частей при увеличении угла стреловидности свыше 16° и размещены с обеих сторон в верхней части фюзеляжа. При стреловидности крыла 16° ниши закрыты подпружиненными изнутри створками, при увеличении стреловидности корневые части консолей, отжимая створки, заходят внутрь ниш. Передняя часть двигательных отсеков имеет люки, использующиеся при снятии и замене двигателей. На них по внешним углам установлены передние части подфюзеляжных гребней.
Центроплан служит для крепления поворотных консолей крыла, установлен вверху средней части фюзеляжа и состоит из силовой балки с подкосами и двух отсеков, являющихся неподвижными частями крыла (НЧК). Верхний и нижний пояса силовой балки выполнены из коррозионностойкой стали ВНС-5 заодно с проушинами шарнира и соединены болтами со стенками, опорой шарнирного узла и подкосами. Стенки балки внутри фюзеляжа изготовлены из алюминиевого сплава АК4-1, а вне его — из стали 30ХГСНА и образуют вместе с поясами замкнутое коробчатое сечение. Подкосы выполнены в виде двутавровых балок из стали 30ХГСНА, имеющих вырезы для прохода винтовых домкратов поворотных консолей и размещения носков консолей в положении минимальной стреловидности. На нижней поверхности отсеков центроплана установлены пилоны для подвески держателей вооружения (1 -я и 2-я точки подвески). Хвостовые части центроплана состоят из верхней и нижней панелей, соединённых с шарнирной балкой. Законцовка верхней панели выполнена в виде поворотной створки, поджимающейся к поворотной консоли пружинным механизмом. Угол стреловидности центроплана по передней кромке составляет 69°, он имеет нулевой угол установки и отрицательное поперечное V −4°30'.
Хвостовая часть фюзеляжа (за шпангоутом № 35) состоит из задних отсеков двигателей, гаргрота и хвостовых коков. В отсеках установлены двигатели АЛ-21Ф-3, а также рулевые агрегаты управления консолями стабилизатора. К хвостовой части крепятся цельноповоротные половины стабилизатора, киль и задние части подфюзеляжных гребней. В силовую схему хвостовой части фюзеляжа входят 11 шпангоутов. Силовой шпангоут состоит из килевой и двух боковых балок, двух полуосей стабилизатора и нижней части. Гаргрот отсека является продолжением гаргрота средней части фюзеляжа и имеет то же назначение. Начиная с самолёта № 15-28 устанавливается обуженная хвостовая часть фюзеляжа. Двигатели отделены друг от друга противопожарной перегородкой. Внутри мотоотсеков один из шпангоутов служит дополнительной поперечной противопожарной перегородкой, позади него каждый двигатель заключён в цилиндрический кожух.
Воздухозаборники двигателей — боковые, плоские, с вертикальным расположением клина торможения. После ряда экспериментов на серийные самолёты (начиная с № 21-26) перестали устанавливать подвижные панели и другие элементы системы регулирования проходного сечения канала воздухозаборника, оставив только створки подпитки, работа которых привязана к системе выпуска/уборки закрылков. В задней части воздухозаборников между их нижней поверхностью и воздушными каналами расположены отсеки оборудования.
Крыло и оперение
Крыло состоит из центроплана и поворотных частей крыла (ПЧК). Силовым агрегатом поворотной консоли является кессон с силовым набором из четырёх лонжеронов и шести нервюр. Механизация крыла включает четырёхсекционные предкрылки, трёхсекционные двухщелевые закрылки (на поздних сериях самолёта — двухсекционные) и интерцепторы. Система управления механизацией обеспечивает сначала выпуск предкрылков на угол 27°, а затем выпуск закрылков на угол 34°, а при уборке сначала убираются закрылки, затем — предкрылки. Привод и тех и других осуществлён общим двухканальным гидравлическим приводом РП-60-3 через раздаточный механизм.
Поворотный узел позволяет переставлять крыло на любой угол с 16 до 69 градусов, система СПК-2-3 выполнена двухканальной, привод крыла осуществляется двухканальным гидромотором (рулевым приводом РП-60-4), вращение валов которого передаётся на поворотные узлы через винтовые преобразователи ВП-4. Интерцепторы применяются для повышения эффективности поперечного управления при стреловидности крыла менее 53°, их полный угол отклонения составляет 43°. На консолях крыла снизу установлено по одному поворотному пилону подвески, которые при любом угле стреловидности всегда параллельны строительной оси самолёта.
Цельноповоротный стабилизатор служит для продольного управления самолётом и его балансировки. Половины стабилизатора навешены на силовой шпангоут хвостовой части фюзеляжа и отклоняются двумя гидравлическими комбинированными агрегатами на углы от +11° до −25°. Угол стреловидности по линии 3/4 хорд составляет 55°. Вертикальное оперение состоит из киля и двух подфюзеляжных гребней, стреловидность киля по линии 3/4 хорд составляет 55°. Руль направления навешен на 4-х узлах крепления, управляется гидравлическим рулевым агрегатом и может отклонятся на углы ± 24°. Весовая балансировка руля осуществлена с помощью трёх грузов-балансиров, установленных в его носке.
Шасси и тормозной парашют.
На самолёте смонтировано трёхстоечное шасси с передней и двумя основными стойками. На основных стойках установлено по два тормозных колёса КТ-172 с шинами 950×300 мм и нормальным зарядным давлением пневматика 12 кгс/см2 (1,2 МПа). Передняя опора оснащается парой нетормозных колёс КН-21 с шинами 660×200 мм, и механизмом разворота, позволяющем осуществлять управление самолётом при движении по аэродрому. Также сверху-сзади колёс передней опоры установлен грязезащитный щиток, предотвращающий попадание мусора в воздухозаборники двигателей. Уборка и выпуск шасси производится с помощью гидросистемы, в случае её неисправности шасси выпускается от аварийной пневмосистемы, при этом сначала выходит передняя опора, а затем — основные. В убранном положении стойки удерживаются механическими замками с гидравлическим управлением, в выпущенном — устройствами подкосов (раскосом и кольцевыми замками). Торможение колёс производится от основной пневмосистемы самолёта, аварийное — от аварийной пневмосистемы.
Ниша передней стойки закрывается складывающейся передней и двумя боковыми створками. Ниши основных опор оснащены тремя створками и створкой-тормозным щитком.
Колея шасси 3,31 м, база — 8,51 м.
Парашютно-тормозная установка ПТК-6 состоит из круглого контейнера с двумя створками, двух вытяжных и двух основных крестообразных парашютов, замков выпуска и отцепки. Первоначально контейнер находился в верхней части фюзеляжа, начиная с самолёта № 15-28 был перемещён под руль направления. Тормозные парашюты штатно используются при каждой посадке самолёта.
Силовая установка.
На самолёте установлены два ТРДФ АЛ-21Ф-3 (изделие «89») с тягой на форсаже (на уровне земли) 2×11200 кгс, на максимальном бесфорсажном режиме — 7800 кгс. В качестве топлива используется керосин марок ТС, Т-1 и их смеси. Особенностью самолёта являются электрические РУДы, без механической связи с двигателями.
Конструктивно двигатель состоит из:
- осевого 14-ступенчатого компрессора с поворотными лопатками направляющего аппарата;
- прямоточной трубчато-кольцевой камеры сгорания;
- трёхступенчатой осевой турбины;
- прямоточной трехстабилизаторной форсажной камеры;
- регулируемого всережимного реактивного сопла с расширяющейся частью;
- турбостартера с агрегатами системы автономного запуска;
- коробки приводов агрегатов;
- системы регулирования и топливной автоматики;
- систем питания двигателя топливом и маслом, электрооборудования и противообледенения.

Топливная система состоит из трёх внутренних фюзеляжных баков-отсеков (второй бак — расходный) и имеет ёмкость 11 860 литров (на самолётах до № 8-11 — 11200 литров). Топливо находится под избыточным давлением 0,2 кгс/см3 (20 кПа), обеспечиваемым системой дренажа и наддува. Также на самолёт возможна подвеска трёх дополнительных подвесных баков — двух крыльевых ПТБ-3000 и фюзеляжного ПТБ-2000, что увеличивает ёмкость топливной системы ещё на 8000 литров. Для обеспечения требуемого диапазона центровок выработка топлива производится автоматически в определённой последовательности. При действии околонулевых и отрицательных перегрузок топливо к двигателям поступает из бака-аккумулятора, откуда оно выдавливается воздухом. Для контроля запаса топлива на самолёте установлена топливомерно-расходомерная аппаратура. Заправка топливных баков производится централизовано через стандартный заправочный штуцер, при отсутствии аэродромного топливозаправщика — раздаточным пистолетом через заливную горловину бака № 1 и горловины подвесных баков. На самолёте предусмотрена система аварийного слива топлива, трубопроводы слива выведены за хвостовой кок фюзеляжа.
Противопожарное оборудование самолёта состоит из системы контроля и пожаротушения, а также системы нейтрального газа. Последняя предназначена для защиты топливных баков самолёта от взрыва при прострелах и повреждениях, а также для поддержания в них избыточного давления на всех режимах полёта путём наддува их газообразным азотом. Азот находится под давлением 210 кгс/см2 (21 МПа) в четырёх баллонах УБЦ-16 ёмкостью по 16 литров. Агрегаты системы нейтрального газа расположены в хвостовой части фюзеляжа между мотоотсеками двигателей.
Гидросистема самолёта.
Для повышения надёжности и живучести гидросистема состоит из трёх независимых автономных гидросистем, каждая из которых имеет свои источники питания (гидронасосы НП96А-2, по одному на каждом двигателе), распределительные агрегаты и трубопроводы. Рабочей жидкостью является масло АМГ-10, общий запас которого на самолёте составляет 65 литров. Рабочее давление в гидросистеме — 210 кгс/см2. Для стабилизации давления и сглаживания пульсаций в гидросистеме предусмотрены поршневые пневмоаккумуляторы, заряжаемые азотом.
Первая гидросистема обеспечивает работу приводов управления поворотным стабилизатором, рулём направления и интерцепторами. Вторая гидросистема дублирует первую в части привода рулевых поверхностей, а также обеспечивает работу систем поворота консолей крыла, выпуска и уборки закрылков и предкрылков, шасси, открытия и закрытия створки подпитки правого канала воздухозаборника, осуществляет питание рулевых агрегатов РМ-130. Третья гидросистема служит для приведения в действие системы поворота консолей крыла, управления механизацией, открытия и закрытия створки подпитки левого канала воздухозаборника, выпуска тормозных щитков, разворота колёс на передней стойке, переключения нелинейного механизма, автоматического торможения колёс при уборке шасси, управления фотоустановкой.
Пневмосистема самолёта состоит из двух автономных систем, основной и аварийной, и функционально связана с гидросистемой. Воздух для обеих автономных систем содержится под давлением 180—200 кгс/см2 (18-20 МПа) в шести сферических баллонах ёмкостью по 6 литров (по три баллона на каждую систему). Основная пневмосистема предназначена для торможения колёс, а также поддавливания гидрожидкости в баке третьей гидросистемы. Аварийная пневмосистема служит для аварийного торможения колёс основных опор и аварийного выпуска шасси.
Электрооборудование.
Основными источниками электроэнергии на самолёте являются два генератора переменного тока ГТ30П48Б с номинальным напряжением 200/115 В при частоте 400 Гц мощностью по 30 кВА, два генератора постоянного тока ГСР-СТ-12/40а с номинальным напряжением 28,5 В мощностью по 12 кВт каждый, и два силовых трёхфазных трансформатора на напряжение 36 В частотой 400 Гц. Резервными источниками постоянного тока являются две никель-кадмиевые аккумуляторные батареи 20НКБН-25. Аварийным источниками переменного однофазного тока напряжением 115 В служит электромашинный преобразователь тока ПО-750А, трёхфазного тока 36 В/400 Гц — ПТ-500Ц. Для подключения к бортовой сети наземных источников электроэнергии имеются стандартные штепсельные разъёмы аэродромного питания ШРАП-500К и ШРАП-400.
Система управления.
Система управления самолётом сдвоенная, выполнена по необратимой схеме с двухкамерными гидроусилителями, установленными непосредственно около органов управления. Каждая половина стабилизатора управляется своим электрогидравлическим приводом — комбинированным агрегатом управления КАУ-120. В систему продольного управления включены пружинные загружатели, автомат регулирования загрузки и механизм триммерного эффекта. Последовательно к системе подключён автомат регулирования управления, который изменяет передаточные числа от ручки управления к стабилизатору в зависимости от скоростного напора и высоты.
Поперечное управление осуществляется дифференциально отклоняемым стабилизатором, при этом движение от ручки жёсткими тягами передаётся на золотник комбинированного гидроусилителя через смесительный механизм, позволяющий управлять стабилизатором как по каналу тангажа, так и по каналу крена.
Интерцепторы подключаются при стреловидности крыла менее 53°. Управление интерцепторами — дистанционное, с помощью электрогидравлических приводов РМ-120, отклоняющих каждую секцию интерцепторов и получающих электрические сигналы на перемещение от индукционного датчика, механически связанного с ручкой управления в кабине. Также в системе поперечного управления предусмотрены механизмы загрузки и триммерного эффекта.
Руль направления приводится в действие бустером БУ-190А-2, соединённый с педалями жёсткой проводкой. В систему путевого управления включены демпферный рулевой агрегат, механизмы загрузки и триммерного эффекта.
Кабина самолёта — герметическая, вентиляционного типа, обеспечивает нормальную работу экипажа в высотных костюмах во всем диапазоне высот полёта. Рабочие места членов экипажа с катапультируемыми креслами К-36Д (с самолёта № 9-11 — К-36ДМ) размещены рядом: слева место лётчика, справа штурмана. Система аварийного покидания позволяет катапультироваться как индивидуально, так и принудительно во всём эксплуатационном диапазоне высот и скоростей, а также на земле при разбеге/пробеге, со скоростью не менее 75 км/час. На приборной доске, панелях и пультах, установленных по бортам кабины, размещены приборы и аппаратура для управления и контроля работы самолётных систем, силовой установки, оборудования, вооружения, органы управления самолётом и двигателями. В распоряжении экипажа имеется 46 индикаторов, 206 сигнальных ламп и ламп-кнопок, более 20 рычагов, свыше 300 выключателей, АЗС, кнопок, переключателей и других органов управления. Внутренняя окраска кабины: на первых сериях машины кабина серая, приборная доска чёрная, в дальнейшем приборные доски и пульты стали окрашивать в сине-зелёный цвет (изумрудный). Внутрикабинное освещение выполнено заливающим красным светом. На самолётах начиная с № 14-11 кабина оборудуется светозащитными шторками от светового излучения ядерного взрыва (СЗ), которые также используются и для тренировочных полётов (так называемые полёты «под шторкой»).
Фонарь кабины состоит из неподвижной части и двух створок, откидывающихся назад — в стороны независимо друг от друга. Система управления створками фонаря обеспечивает эксплуатационное открытие и закрытие, а также аварийный сброс створок при катапультировании. Для защиты стёкол передней части фонаря от обледенения установлена система обдува стёкол горячим воздухом.
Требуемые температура, давление воздуха и вентиляция в кабине обеспечиваются системой кондиционирования. Герметизация кабины по периметрам откидных частей фонаря осуществляется в помощью надуваемых воздухом шлангов герметизации, по заклёпочным швам и болтовым соединениям — нанесённым на внутреннюю поверхность кабины герметиком. Трубопроводы, тяги управления и электрожгуты выведены из кабины через герметичные выводы. Внутренняя поверхность кабины оклеена теплозвукоизоляционным покрытием.
Окраска самолёта.
Практически все строевые самолёты в СССР получили светло-серую окраску сверху и с боков, нижнюю поверхность фюзеляжа и плоскостей красили в белый цвет (так называемый противоатомный, защищающий поверхность от световой вспышки). Поставляемые за рубеж по требованию заказчика могли иметь различную камуфлированную окраску.
Тем не менее, особенностью всех Су-24 является хронически грязное брюхо фюзеляжа, особенно в районе двигателей. В районе левого борта кабины рисуется эмблема — логотип производителя. Также в полках, вооружённых Су-24, широкую практику получили наносимые на фюзеляж всевозможные рисунки и эмблемы, так называемая «бортовая живопись».

## Электронное оборудование
Система автоматического управления полётом САУ-6
Управление самолётом по каналам тангажа, крена и курса может осуществляться как экипажем, так и с помощью системы автоматического управления САУ-6. Данная САУ может работать в режимах стабилизации траектории, демпфирования, а также обеспечивать выполнение маловысотного полёта с огибанием рельефа местности по информации РПС «Рельеф». Сигналы системы автоматического управления подаются непосредственно на вход гидроусилителей и электрогидравлических агрегатов, отклоняющих рулевые поверхности. На случай отказа САУ в режиме маловысотного полёта в системе продольного и поперечного управления предусмотрены специальные рулевые агрегаты, обеспечивающие безопасный уход самолёта от земли и приведение его к нулевому крену.
Прицельно-навигационная система ПНС-24 «Пума»
Система предназначена для решения следующих задач:
- круглосуточного всепогодного обнаружения и прицельного поражения тактических наземных целей всеми видами вооружения самолёта;
- автономного и автоматического решения задач самолётовождения с программированием заданного маршрута;
- обеспечения безопасного маловысотного полёта с предупреждением столкновений и облётом наземных препятствий в вертикальной плоскости;
- обеспечения прицельного поражения маломанёвренных воздушных целей (транспортные, связные самолёты и т. п.) при обнаружении их визуально или с помощью теплопеленгатора.

В состав ПНС-24 «Пума» входят: радиолокатор переднего обзора (РПО) «Орион-А», радиолокатор предупреждения о столкновении с наземными естественными препятствиями (РПС) «Рельеф», пассивный радиолокационный пеленгатор (ПРП) «Филин», электронно-оптический визир «Чайка-1», теплопеленгатор ТП-23Е, система наведения ракеты Х-23 «Аркан» с радиокомандной линией «Дельта» и телевизионным пеленгатором «Таран», доплеровский измеритель скорости и угла сноса ДИСС-7, радиовысотомеры малых (РВ-3МП) и больших (РВ-18А1 «Крона») высот, малогабаритная инерциальная система МИС-П, система воздушных сигналов СВС-ПН-5-3, система автоматического управления самолётом САУ-6, система индикации с прицельно-пилотажным визиром ППВ, бортовая цифровая вычислительная система на базе БЦВМ «Орбита-10» (ЦВУ-10-058), коммуникационная аппаратура и ряд других систем. Масса системы составляет 837 кг.
Радиосвязное оборудование
- командная УКВ/ДЦВ радиостанция Р-832М «Эвкалипт»
- приёмопередающая коротковолновая радиостанция Р-847 «Призма» (или Р-846; на самолётах с N15-28 — Р-864)
- самолётное переговорное устройство СПУ-9
- магнитофон МС-61

Радионавигационное оборудование
- бортовая радиотехническая система ближней навигации РСБН-6с «Ромб-1К»
- бортовая радиотехническая система дальней навигации РСДН-10
- автоматический радиокомпас АРК-10 (на самолётах поздних серий — АРК-15М)
- самолётный ответчик СО-63Б,
- антенно-фидерная система (АФС) «Пион-ГТ-6», обеспечивающая работу РСБН-6с, СО-63Б и ответчика системы госопознавания.
- маркерный радиоприёмник МРП-56П.

Бортовой комплекс обороны БКО-2М
- станция предупреждения об облучении СПО-10 «Сирена-3М», впоследствии СПО-15 «Берёза»
- станция помех «Сирень-Ф» (или более новые «Герань» или «Гардения»)
- теплопеленгатор «Мак-УЛ» (Су-24М)
- автомат постановки помех АПП-50 («ДО» и «ЛТЦ»)

А также:
- аппаратура государственного опознавания СРЗО-2М «Кремний-2М», впоследствии заменена на изд.62 «Пароль»
- аппаратура объективного контроля «Тестер-У3» (до самолёта N8-11 устанавливалась аппаратура САРПП)

## Вооружение
Вооружение Су-24 включает:
- стрелково-пушечное вооружение

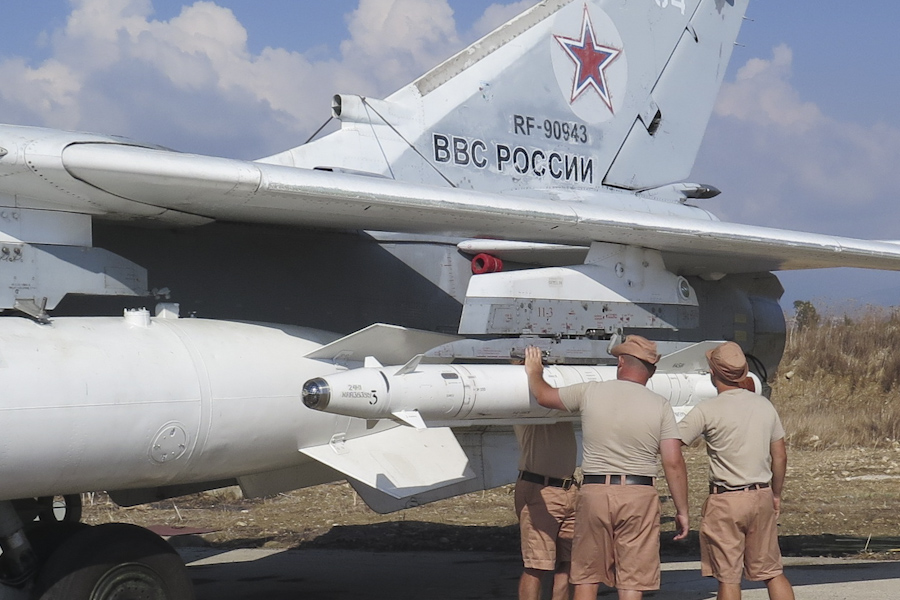
Группа вооружения проверяет ракету Х-25 с лазерным наведением на пилоне Су-24М. Латакия, Сирия, 2015 год.

- неуправляемые авиационные бомбардировочные средства поражения
- неуправляемые авиационные ракеты
- управляемые авиационные ракеты классов «воздух-поверхность»

Самолёт Су-24 до № 08-11 имел 6 точек подвески, начиная с № 08-11 — 8 точек подвески: четыре подфюзеляжных, две под центропланом, и две — под поворотными консолями крыла. Для решения задач подготовки и выбора видов оружия, управления пуском (сбросом) авиационных средств поражения и взрывателями при различных вариантах загрузки самолёта предназначена установленная на борту система управления оружием (СУО). Варианты подвески и максимальная масса возимого груза различны на самолётах до № 08-11 (4500 кг) и начиная с № 08-11 — 7500-8000 кг.
Стрелково-пушечное вооружение состоит из встроенной пушечной установки — шестиствольной пушки ГШ-6-23 или ГШ-6-23М (АО-19, изделие 9-А-620 или 9-А-768) калибра 23 мм, имеющей боекомплект 500 снарядов. Пушка размещена на нижней поверхности фюзеляжа на стыке с правым воздухозаборником. Скорострельность пушечной установки — до 9 тысяч выстрелов в минуту, начальная скорость снаряда составляет 715 м/с, отдача — 4500 кгс (44 кН), масса пушки — 73 кг.
Помимо ВПУ, на самолёт могут подвешиваться три съёмных подвижных пушечных установки СППУ-6.
Бомбардировочное вооружение состоит из неуправляемых авиационных бомб калибра 1500,500,250 и 100 кг, разовых бомбовых кассет (РБК-500 и РБК-250), зажигательных баков (ЗБ-500), размещаемых на внешних подвесках на балочных держателях 4-й и 3-й групп. На самолёт можно подвесить 3 авиабомбы ФАБ-1500 на балочных держателях БД4-У, 10 бомб ФАБ-500М-62 на 2 балочных держателях БД3-УСК-Б и 4 многозамковых МБДЗ-У2, 14 бомб ФАБ-250М-62 на многозамковых держателях МБДЗ-У6-68 (по 3 на каждом под центропланом и по 2 на подфюзеляжных) или 28 менее длинных ФАБ-250М-54 (4х4 подфюзеляжных + 2х6 на центроплане, — вариант с максимальной бомбовой нагрузкой), 36 ОФАБ-100-120 на держателях МБДЗ-У6-68.
Специальное бомбовое вооружение включает две неуправляемые свободнопадающие авиационные бомбы РН-28 с ядерным зарядом. Боевая нагрузка при этом (с учётом боеприпасов к пушке) составляет 918 кг.
Неуправляемое ракетное вооружение состоит из ракет калибра 57, 80, 240 и 266/340(420) мм с боевыми частями осколочного, осколочно-фугасного, кумулятивного и проникающего действия, а также специального назначения. Неуправляемые авиационные ракеты калибра 57 мм применяются из блоков УБ-32А-73, имеющих 32 пусковых ствола, и представлены НАР типа С-5М, С-5МО, С-5К, С-5КО(КП) с боевыми частями фугасного, осколочно-фугасного, кумулятивного и кумулятивно-осколочного типа соответственно, специализированных ракет осветительного (С-5-О) и противорадиолокационного (С-5П) назначения. Неуправляемые ракеты калибра 80 мм применяются из 20-ствольных блоков Б-8М и могут комплектоваться кумулятивно-осколочной (НАР С-8, С-8В, С-8А, С-8М) или фугасно-проникающей (С-8Б) боевыми частями, стреловидными поражающими элементами (НАР С-8ВС, С-8АС). Тяжёлые неуправляемые ракеты типа С-24 (С-24Б) калибра 240 мм имеют осколочно-фугасную боевую часть и применяются с авиационных пусковых устройств АПУ-68УМ2. Неуправляемые ракеты С-25 калибра 266 мм имеют надкалиберную боевую часть осколочного (С-25-О) или осколочно-фугасного (С-25-ОФ) действия диаметром 420 и 340 мм соответственно и запускаются из одноразовых устройств 0-25. Одновременно на самолёт может быть подвешено до 6 блоков УБ-32 и Б-8М, 4 ракеты С-24 или 6 устройств 0-25 с НАР С-25.
Управляемое ракетное вооружение включает тактические управляемые ракеты (УР) класса «воздух-поверхность» типа Х-23 и противорадиолокационные управляемые ракеты Х-28 и Х-58. УР Х-23 (изделие «68») имеет радиокомандную систему наведения с передачей команд управления по радиолинии «Дельта», аппаратура которой установлена на борту самолёта-носителя и ракеты. На самолёте Су-24 обеспечена возможность подвески 4 ракет Х-23 на пусковых устройствах АПУ-68УМ2. Управляемая ракета класса «воздух-РЛС» Х-28 (изделие «Д-8») имеет пассивную радиолокационную головку самонаведения. УР Х-58 (изделие «Д-7») имеет аналогичное назначение и систему наведения. На самолёт можно подвесить две ракеты Х-28 (на пусковых устройствах ПУ-28) или две Х-58 (на авиационных катапультных устройствах типа АКУ-58-1). Для самообороны на первых сериях самолёта применялись ракеты класса «ВОЗДУХ-ВОЗДУХ» с ИК ГСН Р-55 (модернизированные РС-2УС), в дальнейшем — Р-60 (возможна их подвеска на двойные узлы типа АПУ-60-II) под поворотными пилонами подвижных частей крыла.

## Су-24М (изделие 44)
Установлена прицельно-навигационная система ПНС-24М «Тигр-НС» на базе лазерно-телевизионной прицельной станции «Кайра-24» (от МиГ-27К), с БЦВМ ЦВУ-10-058К ; бортовой комплекс обороны, более современное радионавигационное и связное оборудование, доработана система объективного контроля и регистрации параметров полёта. Также незначительно доработано электрооборудование и гидросистема. Установлена выдвижная штанга дозаправки топливом в полёте с приёмником ГПТ-2. Фюзеляж удлинён за счёт увеличения носового отсека оборудования. Некоторые изменения в конструкции планера — изменена форма киля, изменение формы ПВД, дополнительные эксплуатационные лючки, установка аэродинамических гребней на крыле и т. д.
Радионавигационное оборудование:
- радиотехническая система ближней навигации А-321 или А-324 «Клистрон» (вместо РСБН-6с «Ромб-1К»)
- радиотехническая система дальней навигации (РСДН) А-720 «Скип-2»
- автоматический радиокомпас АРК-15М «Тобол» (устанавливался и на последние серии Су-24)
- маркерный радиоприёмник МРП-56П или А-611
- самолётный ответчик СО-69 (вместо СО-63Б)
- АФС «Пион-ГТ-6М(К)9», обеспечивающая работу РСБН «Клистрон», СО-69 и 6201

Радиосвязное оборудование включает командную МВ-ДМВ радиостанцию Р-862 (вместо УКВ-радиостанции Р-832М) и коротковолновую радиостанцию Р-864Г (вместо Р-847), аппаратуру Т-819,
СПУ-9, МС-61, Р-855ум
Бортовой комплекс обороны (БКО) «Карпаты»:
- станция радиотехнической разведки СПО-15С «Берёза» (изд. Л-006С) (устанавливалась и на последних сериях Су-24)
- теплопеленгатор «Мак»(Л-082)
- станция активных помех радиолокационного диапазона «Гардения»(Л-101, 102)
- система отстрела дипольных отражателей и ложных тепловых целей АПП-50 с двумя блоками держателей по 12 патронов калибра 50 мм, размещёнными на верхней поверхности фюзеляжа с обеих сторон вертикального оперения
- вычислительно-управляющее устройство «Неон-Ф» (изд. Л-167)

Благодаря установке на самолёт нового прицельного комплекса, стало возможным штатно применять боеприпасы с лазерным, телевизионным и телевизионно-командным наведением — корректируемые бомбы и ракеты:
- 4 ракеты Х-23 (Х-23М) или Х-25МР с радиокомандной системой наведения
- 4 ракеты Х-25 или Х-25МЛ с полуактивной лазерной системой наведения
- 3 ракеты Х-29Л с полуактивной лазерной системой наведения
- 3 ракеты Х-29Т с телевизионной головкой самонаведения
- 2-3 ракеты Х-59 с телевизионно-командной системой наведения
- 6 ракет С-25Л с полуактивной лазерной системой наведения
- 2 ракеты Х-58 с пассивной радиолокационной головкой самонаведения
- корректируемые авиабомбы типа КАБ-500Л, КАБ-1500Л, КАБ-1500ТК

## Технические проблемы и особенности эксплуатации
Все самолёты типа Су-24 являются конструктивно сложными машинами и требуют высокой подготовки как лётного, так и наземного персонала. Высокая насыщенность электроникой и автоматикой снижает надёжность бортовых систем. В начальный период эксплуатации по причине отказов исправность парка самолётов была низкой, выполнялись многочисленные доработки. Однако отказы во многих системах самолёта не являются критическими для безопасного завершения полёта, что изначально было предусмотрено разработчиками.
Система аварийного покидания, согласно инструкции, обеспечивает безопасное аварийное покидание самолёта в полёте, а также в процессе разбега или пробега на скорости не менее 70 км/ч. Однако известен случай нештатного срабатывания кресла штурмана на стоянке (в процессе запуска двигателей и появления давления в гидросистеме отклонённая «на себя» ручка управления рывком встала в нейтральное положение и, зацепившись за держку катапульты, вызвала срабатывание кресла). Произошло катапультирование кресла с сидящим в нём штурманом, все системы кресла отработали штатно и приземление человека прошло нормально. После этого случая на всех самолётах цельноповоротный стабилизатор при стоянке самолёта стали фиксировать перекинутым через фюзеляж фалом, не допуская его перемещения — на стоянке самолёта и отсутствии давления в гидросистеме носки стабилизатора самопроизвольно стремятся к опусканию вниз, на кабрирование, также было доработано катапультное кресло.

## Тактико-технические характеристики
Приведённые ниже характеристики соответствуют модификации Су-24М:
Технические характеристики
- Экипаж: 2 человека
- Длина: 24,594 м (с ПВД)
- Размах крыла:  
  - при угле стреловидности χ=16°: 17,638 м
  - при угле стреловидности χ=69°: 10,366 м
- Высота: 6,193 м
- Площадь крыла:  
  - при угле стреловидности χ=16°: 55,16 м²
  - при угле стреловидности χ=69°: 51 м²
- Коэффициент удлинения крыла:
  - при угле стреловидности χ=16°: 5,64
  - при угле стреловидности χ=69°: 2,107
- Угол стреловидности по передней кромке: 16°/ 35°/ 45°/ 69°
- Поперечное V крыла: −4,5°
- База шасси: 8,51 м
- Колея шасси: 3,31 м
- Масса пустого: 21200 кг
- Масса снаряжённого: 22300 кг
- Нормальная взлётная масса: 32 300 кг
- Максимальная взлётная масса: 39700 кг
- Нормальная посадочная масса: 24500 кг
- Максимальная посадочная масса: 28000 кг
- Масса топлива во внутренних баках: 9800 кг
- Объём топливных баков: 13 000 л
- Силовая установка: 2 × ТРДДФ АЛ-21Ф-З
  - Бесфорсажная тяга: 2 × 7800 кгс (76,5 кН)
  - Форсажная тяга: 2 × 11200 кгс (110 кН)

Лётные характеристики
- Максимальная скорость:  
  - на высоте 200 м: 1400 км/ч (без подвесок)
  - на большой высоте: 1700 км/ч (М=1,6)
- Скорость отрыва: 360—400 км/ч
- Посадочная скорость: 285—310 км/ч
- Боевой радиус: 560 км (на высоте 200 м с ПТБ и нормальной боевой нагрузкой)
- Перегоночная дальность: 3055 км (с ПТБ)
- Практический потолок: 11 000 м
- Нагрузка на крыло: 607 кг/м² (при нормальной взлётной массе при χ=16°)
- Тяговооружённость: 0,67 / 0,56 (при нормальной/максимальной взлётной массе на форсаже)
- Длина разбега: 1150—1250 м (при нормальной взлётной массе)
- Длина пробега: 950—1000 м (при нормальной взлётной массе и с тормозным парашютом)
- Максимальная эксплуатационная перегрузка: +6,5G

Вооружение
- Стрелково-пушечное: 1 х шестиствольная 23-мм пушка ГШ-6-23 с 500 патронов
- Боевая нагрузка: 7000 кг (максимальная), 8 узлов подвески вооружения
- Управляемые ракеты:  
  - ракеты «воздух-воздух»: 2 × Р-60 (АА-8)
  - ракеты «воздух-земля»:
    - 4 × Х-25МЛ/МР или Х-23
    - 3 × Х-29Л/Т или Х-59
    - 6 × С-25Л
    - -- × Х-35[11]
    - 2 × Х-58
    - 2 x Storm Shadow (ВС ВСУ)
- Неуправляемые ракеты:  
  - 192 (6 × 32) × 57 мм С-5 в блоках УБ-32 или
  - 120 (6 × 20) × 80 мм С-8 в блоках Б-8М или
  - 30 (6 × 5) × 122 мм С-13 в блоках Б-13Л или
  - 4 × 240 мм С-24 или
  - 6 × 266 мм С-25
- Бомбы: свободнопадающие и корректируемые различного назначения, бомбовые кассеты в разных комбинациях, но не более 7000 кг:
  - 3 × 1500 кг (ФАБ-1500, КАБ-1500Л/ТК и т. д.) на балочных держателях БД4-УСК-Б или
  - 8 × 500 кг (КАБ-500Л/КР, ЗБ-500, ФАБ-500М-62) на балочных держателях БД3-УСК-А(Б) или
  - 16 х 250 кг (ФАБ-250М-62, РБК-250) "или" 28 × 250 кг ФАБ-250М-54 или
  - 32 × 100 кг (ОФАБ-100) на держателях МБДЗ-Уб или
  - 8 × контейнеров КМГУ-2

## Модификации
| Название модели      | Краткие характеристики, отличия. |
| -------------------- | --- |
| Су-24                | Базовая модификация. |
| Су-24М               | Модернизированный бомбардировщик, первый полёт — 1976 год. Установлена новая прицельно-навигационная система ПНС-24М «Тигр». Способен в автоматическом и полуавтоматическом режиме совершать полёт с огибанием рельефа местности на высоте от 50 м. Выпущено 770 шт.                                                               |
| Су-24М2              | Вторая модернизация бомбардировщика (1999 год). |
| Су-24МК              | Экспортный вариант Су-24М, первый полёт — 1987 год. |
| Су-24МП (изделие 46) | Постановщик помех, первый полёт в декабре 1979 года. Выпущено 10 самолётов. Два борта были переданы в Липецкий Центр, 8 поступили на вооружение в 118-й отдельный авиационный полк самолётов РЭБ в г. Чортков, УССР. После распада СССР полк расформирован в 1994 году, о дальнейшей судьбе самолётов достоверной информации нет.. |
| Су-24МР              | Самолёт-разведчик, первый полёт в сентябре 1980 года. Выпущено 130 самолётов. |

## Сравнение с аналогами
|                      | Су-24                 | General Dynamics F-111        | Panavia Tornado       | Xian JH-7             |
| -------------------- | --------------------- | ----------------------------- | --------------------- | --------------------- |
|                      |                       |                               |                       |                       |
| Первый полёт         | 17 января 1970 года   | 21 декабря 1964 года          | 14 августа 1974 года  | 14 декабря 1988 года  |
| Принят на вооружение | 4 февраля 1975 года   | 18 июля 1967 года             | 1980 год              | 1992 год              |
| Годы производства    | 1971—1993             | 1967—1976                     | 1979—1998             |                       |
| Единиц произведено   | ~ 1400                | 563                           | 992                   | ~ 200                 |
| Статус               | Состоит на вооружении | Снят с вооружения в 2010 году | Состоит на вооружении | Состоит на вооружении |

## Боевое применение
Афганская война
В Афганской войне 1979—1989 годов советские Су-24 применялись ограниченно. К боевой работе они привлекались только во время Панджшерской операции 1984 года и для прикрытия вывода советских войск в 1988—1989 годах. Су-24 никогда не базировались на территории Афганистана, действуя с авиабаз в Средней Азии. Боевых потерь не было.
Война в Персидском заливе
Су-24 ВВС Ирака во время войны в Персидском заливе боевых вылетов не совершали и были перегнаны в Иран, присвоивший эти самолёты после завершения войны.
Карабахская война
Самолёты, доставшиеся Азербайджану, ограниченно применялись в ходе Первой карабахской войны. По разным причинам потеряно 4 самолёта.
Гражданская война в Таджикистане
Су-24 ВВС Узбекистана с 1992 года участвовали в гражданской войне в Таджикистане, одна машина была сбита.
Чеченские войны
Су-24 ВВС России применялись в ходе обеих чеченских войн — использовались, в основном, для применения высокоточного управляемого вооружения. Всего на Северном Кавказе было сбито или разбилось три Су-24, ещё три сгорели на аэродроме при подготовке к боевому вылету.
Война в Грузии
Су-24 ВВС России применялись в 2008 году во время войны в Грузии. В официальных российских сводках потерь Су-24 не упоминались, однако часть экспертов указывала на потерю двух самолётов этого типа (см. подробнее). В 2012 году подполковник Владимир Богодухов, получивший за боевые вылеты в Южной Осетии звание Героя России, сообщил в интервью газете «Аргументы и факты», что в ходе войны зенитной ракетой был сбит один Су-24, экипаж самолёта катапультировался и приземлился в расположении российских войск. Погибшему в боевом вылете на Су-24 полковнику Игорю Ржавитину было посмертно присвоено звание Героя России.
Гражданская война в Ливии
Один ливийский Су-24 был сбит огнём повстанцев во время гражданской войны в Ливии 2011 года.
Гражданская война в Сирии
Используется сирийскими ВВС в гражданской войне. 23 сентября 2014 года ракетой Пэтриот над территорией Сирии сбит Су-24, непреднамеренно вторгшийся на 800 метров в воздушное пространство Израиля. Один пилот погиб, второй выжил.
1 марта 2020 года турецкие самолёты нарушили воздушное пространство Сирии и над её территорией перехватили и атаковали несколько сирийских бомбардировщиков Су-24, участвующих в антитеррористической операции в районе сирийской провинции Идлиб. Один из бомбардировщиков был сбит попаданием ракеты, ещё один Су-24 также получил попадание ракеты, однако самолёт остался управляемым и успешно вернулся на аэродром. Пилоты сбитого бомбардировщика п-к Хоссам Салех и штурман п/п-к Хальдун Хуссейн Мубарак были спасены.
За первые пять лет гражданской войны ВВС Сирии потеряли 4 Су-24.
Военная операция России в Сирии

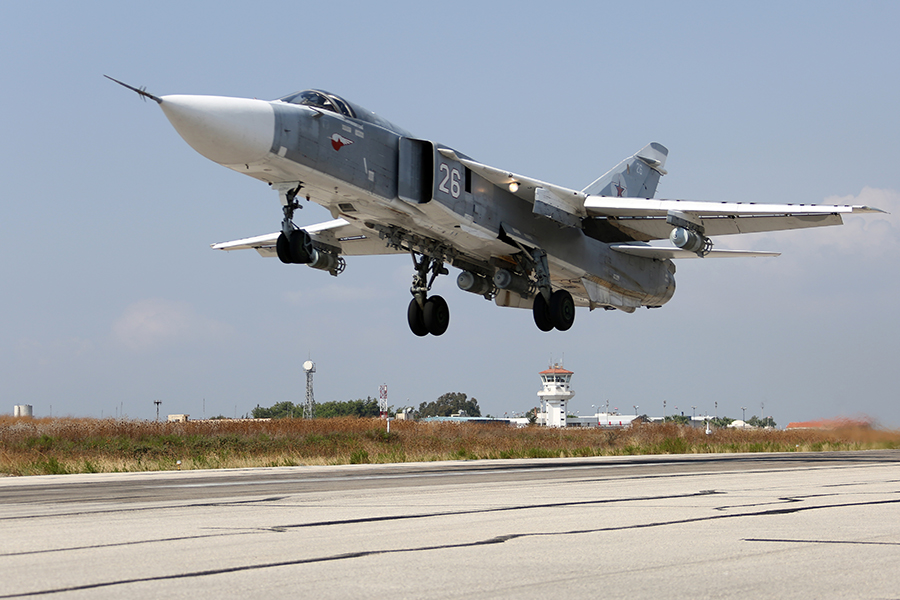
Су-24М в Латакии на авиабазе Хмеймим, Сирия. Октябрь 2015 г.

12 Су-24М с 30 сентября 2015 года задействованы российскими ВВС в Сирии для борьбы против террористической организации «Исламское государство» и бомбардировки сирийской оппозиции во время миссии России в ходе военной операции России в Сирии. Ими была совершена почти половина боевых вылетов.
24 ноября 2015 года Су-24М был сбит турецким истребителем F-16 в районе сирийско-турецкой границы. Оба пилота катапультировались, но один из них был убит во время спуска на парашюте. 

10 октября 2017 года в Сирии был потерян ещё один Су-24: бомбардировщик потерпел крушение при взлёте с аэродрома Хмеймим; экипаж погиб. Министерство обороны назвало причиной аварии техническую неисправность.
Российско-украинская война

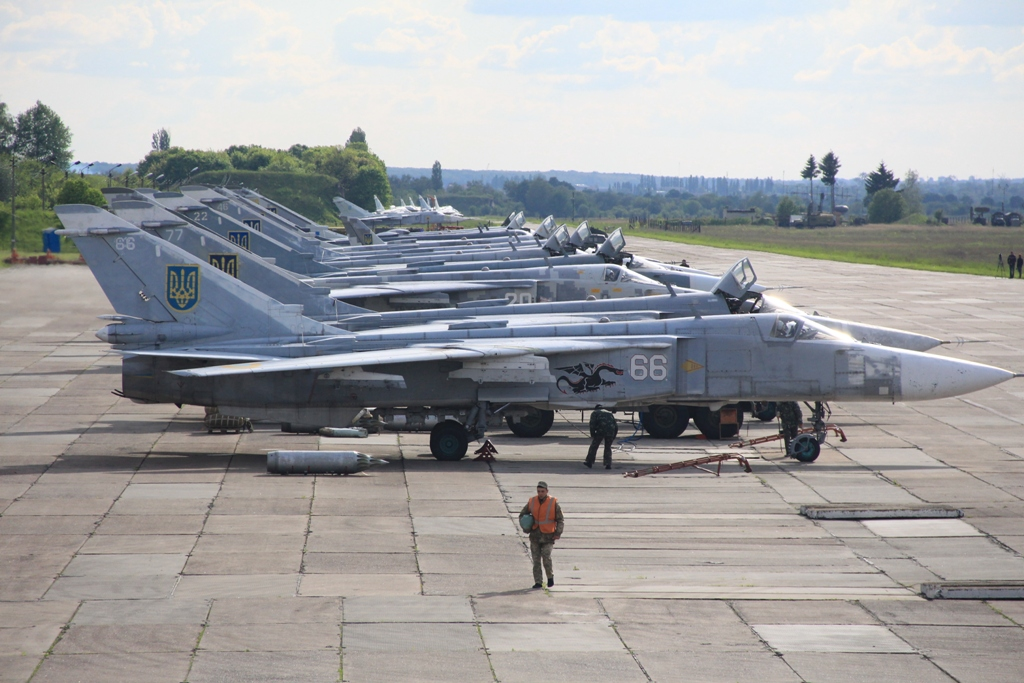
Су-24 ВВС Украины

Су-24 ВВС Украины в 2014 году использовались в ходе войны на востоке страны. По украинским данным на 4 октября 2014 — сбито огнём с земли два Су-24М, и один Су-24 потерян в результате отказа техники.
Использовался во время российского вторжения на территорию Украины как ВВС Украины, так и ВКС России Украинские Су-24 использовались для ударов по позициям противника, уничтожения российской боевой техники и оперативных групп, а также для нанесения бомбовых ударов по российским войскам в боях за аэропорт Антонов. На начало сентября 2022 года, не менее 11 украинских Су-24 было потеряно во время вторжения. По меньшей мере 7 российских Су-24 были уничтожены в результате взрывов на аэродроме «Саки». Украинские Су-24 использовались для ракетного удара по штабу Черноморского флота ВМФ России, ракетного удара по Севастопольскому морскому заводу и уничтожению БДК «Новочеркасск» в Феодосии крылатыми ракетами Storm Shadow.

## Применение для хозяйственных нужд
Самолёты Су-24 были задействованы для бомбометания ледовых заторов на реке Лена в 1998, 2001, и на реках Урала и Западной Сибири в 2016 годах

## Аварии и катастрофы
Су-24 считается достаточно сложной в пилотировании машиной и имеет высокий уровень аварийности. Только при проведении лётных испытаний было потеряно 14 Су-24 и Су-24М. После принятия самолёта на вооружение ежегодно происходило 5—6 аварий и катастроф, в частности, за период 1988—1992 годов разбились 27 самолётов.
По свидетельству заместителя главнокомандующего ВВС РФ Виктора Кота, на 1998 год самолёт Су-24 был наиболее аварийным летательным аппаратом в российской военной авиации.
18.12.1988 при посадке СУ-24 на аэродром Ханабад (Карши) в сложных метеоусловиях (сильный боковой ветер) самолёт выкатился за пределы ВПП и загорелся. Лётчик успел выпрыгнуть, а штурман погиб в результате множественных ожогов тела, самолёт сгорел;
12.10.1989 при взлёте Су-24 врезался в транспортный самолёт Ан-12, погибло 7 человек;
15.04.1999 Су-24 разбился при взлёте с Новосибирского авиазавода. Самолёт совершал облёт после капитального ремонта. Пилоты погибли.
4.10.1999 над Урус-Мартаном из ПЗРК российского производства был сбит Су-24М, который вылетел на поиски исчезнувшего сутками ранее Су-25. Связь с Су-24 была потеряна в районе 18:00. Экипаж катапультировался на малой высоте. Пилот Су-24 погиб, поскольку его командирский парашют не раскрылся; штурман Сергей Смыслов в течение 21 дня пробирался к своим, но был взят в плен чеченскими боевиками. Штурмана готовили к публичной казни, но после мощного авиаудара по Грозному эту акцию отложили; сам штурман был освобождён в ходе спецоперации ВС РФ, помощь в проведении которой оказали жители Грозного, лояльные российским федеральным властям. Тело погибшего командира Су-24 было обменяно на тела нескольких боевиков.
29.01.2000 в Ахтубинске сгорело 3 Су-24М на ВПП;
14.03.2000 разбился фронтовой бомбардировщик Су-24, в Смоленской области в 25 километрах от аэродрома Шаталово, экипаж катапультировался;
07.05.2000 в Чечне сбит Су-24МР пилоты погибли;
27.06.2000 в 19:56 по московскому времени, в авиационном полку в Воронеже произошла авария самолёта Су-24М, пилоты остались живы, жертв нет;
24.09.2000 в городе Пушкин сгорело 3 Су-24, пожар был потушен 5 часов спустя;
11.03.2001 в 23:35 разбился Су-24 на аэродроме Моздока. Пилоты живы;
19.02.2002 под Гдовом в районе реки Плюсса разбился Су-24, оба пилота погибли;
15.07.2003 Су-24 выпустил УР воздух-земля по деревне в Ленинградской области; один человек пострадал, разрушено несколько зданий;
07.08.2003 в 16:09 по московскому времени разбился Су-24 при заходе на посадку в 5 километрах от взлётно-посадочной полосы аэродрома Бада Читинской области. Оба пилота погибли;
12.02.2004 в 06:52 по московскому времени на аэродроме Хурба разбился Су-24, пилоты катапультировались;
16.01.2006 в Амурской области близ посёлка Возжаевка в Белогорском районе во время учебного полёта разбился Су-24МР, оба пилота выжили. Было осуществлено 20 попыток посадить самолёт. Причина падения — отказ гидравлики привода изменения стреловидности;
15.03.2006 Су-24М потерпел аварию в 11:48 по московскому времени в 56 километрах юго-восточнее Воронежа, экипаж катапультировался;
30.07.2006 разбился Су-24М при взлёте с аэродрома Черняховск, оба пилота погибли. Су-24 вылетел для показательного полёта на параде;
23.08.2007 в Хабаровском крае разбился Су-24 в 115 километрах западнее аэродрома Хурба. Лётчики успешно катапультировались;
14.04.2008 разбился Су-24МК ВВС Ирана;
09.08.2008 в зоне войны в Грузии над Южной Осетией были сбиты два лётчика Службы лётных испытаний истребительной и фронтовой авиации (в/ч 18374) 929-го Государственного лётно-испытательного центра Минобороны им. Чкалова — лётчик-испытатель полковник Игорь Зинов и штурман-испытатель полковник Игорь Ржавитин. Тип самолёта, на котором они были сбиты, официально не сообщался (предположительно Су-24). Игорь Зинов попал в плен и был освобождён 19 августа, Игорь Ржавитин погиб и был посмертно удостоен звания Героя России ;
19.12.2008 в Воронежской области в 38 км к юго-востоку от Воронежа потерпел аварию Су-24. Лётчикам удалось катапультироваться;
В июне 2009 года разбились сразу два самолёта:

17.06.2009 на аэродроме Мончегорск в Мурманской области при посадке разбился фронтовой бомбардировщик Су-24, который упал на взлётную полосу и полностью сгорел, пилоты катапультировались. На земле жертв и разрушений не было. Причина катастрофы — ошибка экипажа;

19.06.2009 в 15:40 мск в районе хутора Костино-Быстрянский Морозовского района Ростовской области разбился Су-24. Оба лётчика катапультировались. Падение самолёта было вызвано отказом системы управления механизацией поворота крыла, в результате чего лётчики не смогли выполнить приземление;
17.02.2010 в 13:00 на аэродроме Пушкин в Ленинградской области загорелся фронтовой бомбардировщик Су-24. Возгорание произошло во время пробега по взлётно-посадочной полосе. Самолёт должен был совершить плановый полёт. По данным агентства «БалтИнфо», которое ссылается на свой источник в военных кругах, самолёт загорелся уже после полёта. Во время посадки самолёт выпустил тормозной парашют, после чего по неизвестной причине бомбардировщик загорелся. Экипаж успел покинуть кабину после полной остановки самолёта. Лётчики до последнего пытались спасти машину, но Су-24 сгорел полностью. По словам источника агентства, в момент происшествия на самолёте не было боекомплекта;
20.10.2011 в 06:02 мск при посадке на аэродроме Украинка в Амурской области у бомбардировщика подломилась передняя стойка шасси, самолёт «на брюхе» вынесло за пределы ВПП, он загорелся и перевернулся. Экипаж самолёта — пилот, гвардии майор Олег Носков и штурман, гвардии капитан Виталий Новосельский погибли сразу;
29.12.2011 около 20:00 мск Су-24МР загорелся и взорвался при посадке на аэродроме Мариновка в 60 километрах западнее Волгограда, при этом по команде руководства полётов экипаж катапультировался, пострадавших нет, а самолёт восстановлению не подлежит;
13.02.2012 примерно в 18:40 мск потерпел аварию Су-24М в районе озера Большой Кошкуль в Сафакулевском районе в Курганской области. Экипаж катапультировался.
30.10.2012 в 40 км от села Еткуль Челябинской области Су-24М потерпел крушение. Причиной авиапроисшествия стал срыв радиопрозрачного обтекателя самолёта. Экипаж катапультировался, на земле пострадавших и разрушений нет.
10.11.2012 На военном аэродроме Морозовск Ростовской области Су-24М сгорел при посадке.  Причиной аварии оказался отрыв тормозного парашюта. Пилоты благополучно катапультировались.
19.03.2013 Су-24М2 столкнулся со специальным автомобилем АПА-5Д по вине лётчика, неверно выбравшего скорость и ошибочно определившего расстояние до препятствия. Самолёт восстановлен и эксплуатируется.
13.10.2014 Бомбардировщик Су-24 Алжирских ВВС разбился во время плановых полётов в 240 км от Алжира. Экипаж погиб.
21.03.2014 в 17:15 Су-24М 7-й бригады тактической авиации Воздушных сил Вооружённых сил Украины разбился при заходе на посадку во время проведения плановых полётов в районе аэродрома Староконстантинов в Хмельницкой области. Экипаж в составе командира эскадрильи подполковника Дениса Кочана и штурмана лейтенанта Панаса Дудника катапультировался. Жертв и разрушений нет, экипаж самолёта не пострадал.
23.10.2014 Су-24МК выполнял боевую задачу вблизи сирийско-израильской границы. При выполнении манёвра самолёт кратковременно вторгся на территорию Израиля. По самолёту была выпущена ракета ЗРК «Патриот», причём Су-24 был поражён уже над сирийской территорией. Экипаж катапультировался, но один из членов экипажа позже скончался от травм.
11.02.2015 Су-24МР потерпел катастрофу в семи километрах от взлётно-посадочной полосы аэродрома «Мариновка», взлетал на разведку погоды, оба пилота погибли.
06.07.2015 Су-24М разбился на взлёте во время тренировочного полёта на аэродроме Хурба в Хабаровском крае, двое пилотов, находившихся на борту, погибли.
24.11.2015 Су-24M при возвращении на авиабазу Хмеймим был сбит турецким истребителем F-16 в районе сирийско-турецкой границы. Лётчик погиб во время катапультирования (расстрелян с земли). Штурман выжил (спасён российским и сирийским спецназами).
10.07.2016 Су-24 ВВС Ирана разбился в 9.20 по местному времени (7.50 мск) около озера Бахтеган в провинции Фарс. На борту находились два пилота, которые успешно катапультировались.
10.10.2017 Cу-24 выкатился за пределы взлётно-посадочной полосы на авиабазе Хмеймим. Экипаж погиб.
27.08.2021 Су-24 выполнял тренировочный полёт и потерпел крушение в районе города Верещагино из-за отказа техники. Оба пилота катапультировались и выжили
09.10.2022 Су-24М разбился в Ростовской области во время выполнения учебно-тренировочного полета. Как следует из сообщения, экипаж успел катапультироваться. Разpушений на земле нет: полет выполнялся без боекомплекта, а упал самолёт в безлюдном месте. Уточняется также, что происшествие случилось при заходе на посадку. Возможной причиной аварии стала техническая неисправность.

## На вооружении

Государства, в которых Су-24 состоит на вооружении. Синим цветом выделены текущие эксплуатанты, красным — бывшие.

В настоящее время в 6 государствах эксплуатируется 262 бомбардировщика и/или разведчика Су-24 различных модификаций. Во всех из них эти самолёты постепенно снимаются с вооружения из-за устаревания и уменьшения ресурса. Средний возраст самолётов превышает 30 лет, а морально устаревшая конструкция и небольшой остаточный ресурс делают затруднительной и неоправданной дальнейшую модернизацию.

### Состоит на вооружении
- Алжир — 33 Су-24М/Су-24МК и 3 Су-24МР на вооружении, по состоянию на 2024 год[98]
- Иран — 29 Су-24MK на вооружении, по состоянию на 2024 год[99]
- Россия — не более 98 Су-24М/М2 и не более 60 Су-24МР на вооружении по состоянию на 2024 год[100]
  - ВВС РФ — 68 Су-24М/М2 и не более 50 Су-24МР по состоянию на 2024 год[101]
  - МА ВМФ РФ — не более 30 Су-24М и 10 Су-24МР по состоянию на 2024 год[102]
- Сирия — около 10 Су-24MК на вооружении, по состоянию на 2024 год[103]
- Судан — около 4 Су-24M/МР на вооружении, по состоянию на 2024 год[104]
- Украина — около 5 Су-24М и около 8 Су-24МР на вооружении, по состоянию на 2024 год[105]

### Состоял на вооружении
- Азербайджан — 2 Су-24M по состоянию на 2022 год (предположительно, небоеспособны)[106]
- Ангола — 1 Су-24 по состоянию на 2011 год[107]. В 2017 году не числится в строю.
- Беларусь — 23 Су-24М и 12 Су-24МР, по состоянию на 2010 год[108]. Сняты с вооружения в 2012 году[109].
- Ирак — часть уничтожена во время войны 1991 года, остальные перелетели в Иран.
- Казахстан — 25 Су-24/Су-24М по состоянию на 2015 год[110]. В 2017 году не числится в строю.
- Ливия — 6 Су-24МК, по состоянию на 2010 год. Уничтожены в ходе Гражданской войны в Ливии.
- Узбекистан — 23 Су-24 и 11 Су-24МР, по состоянию на 2015 год[111]. В 2017 году не числится в строю. 15 Су-24 на хранении, по состоянию на 2024 год[112].

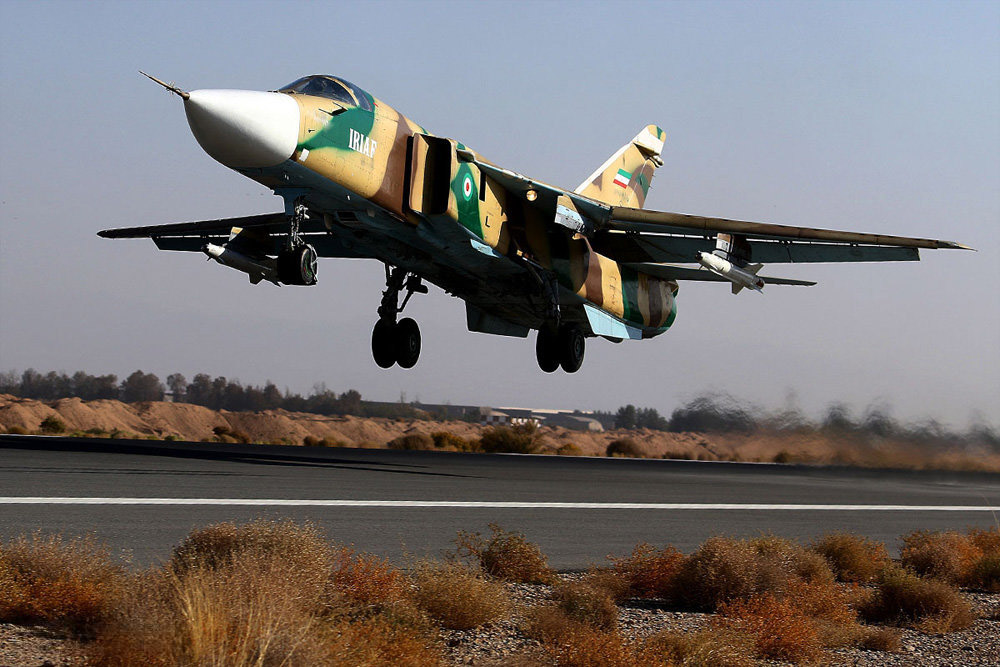
Су-24 ВВС Ирана
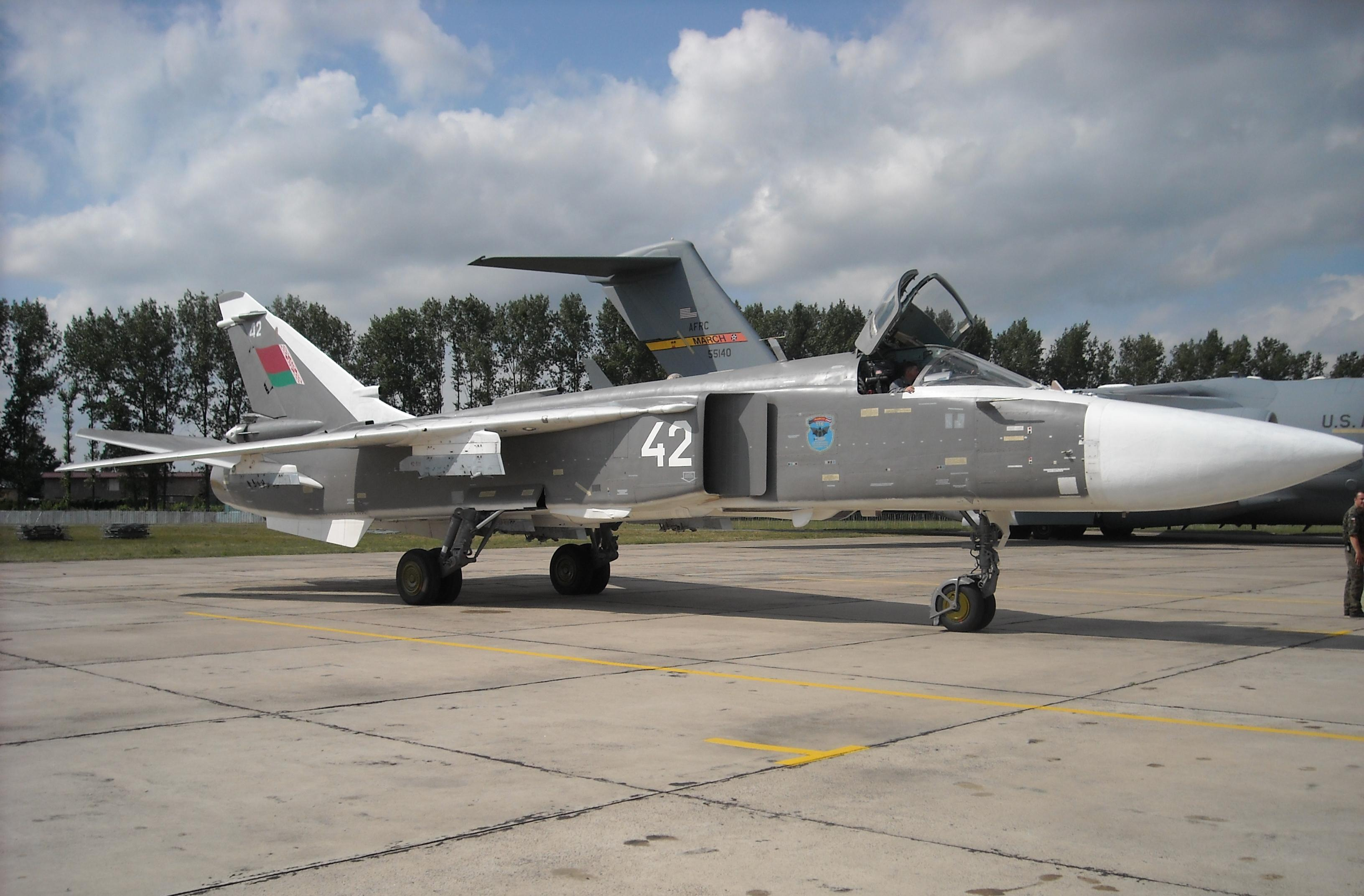
Су-24М ВВС Беларуси на авиашоу в Радоме

## Изображения

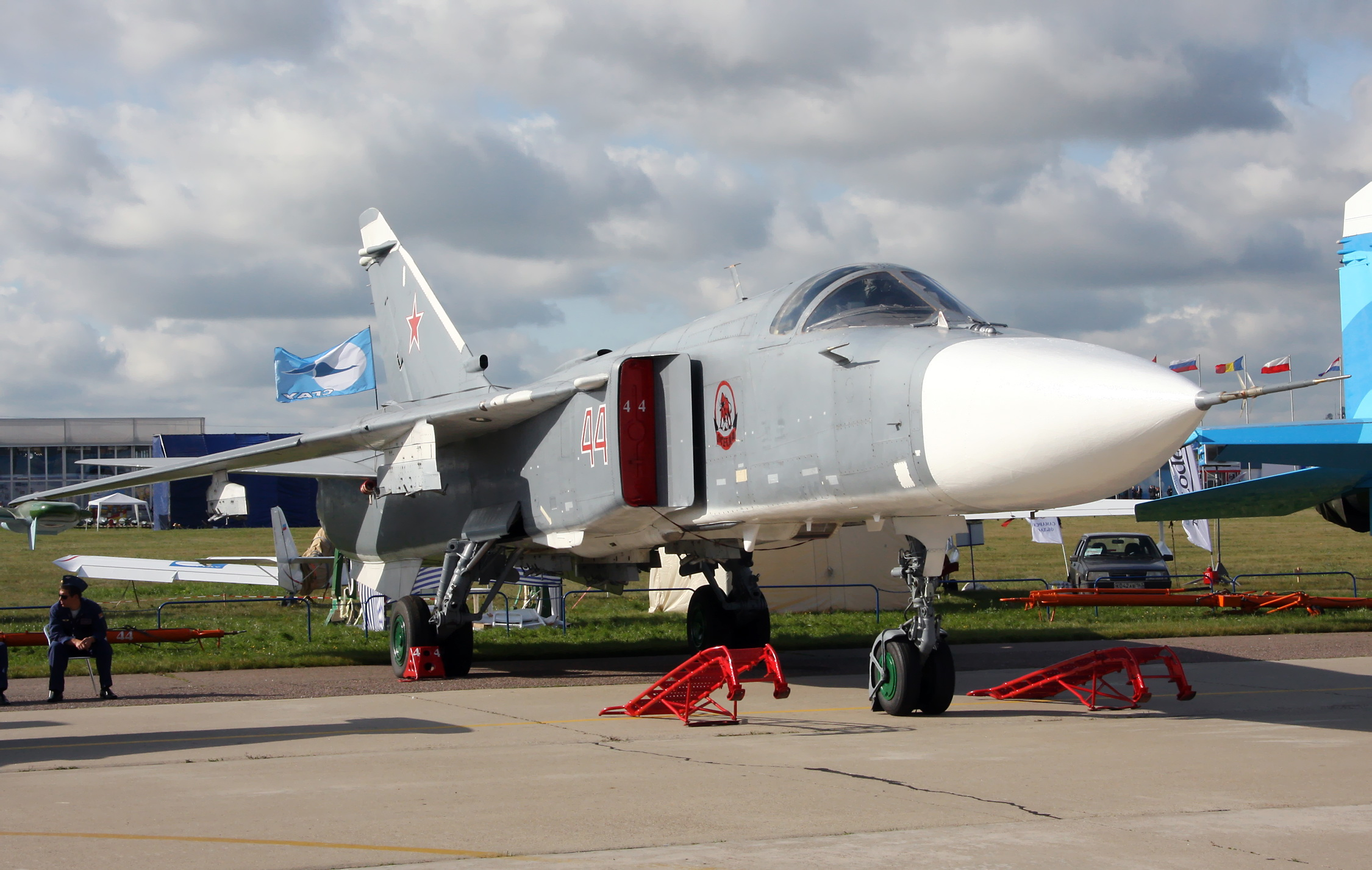
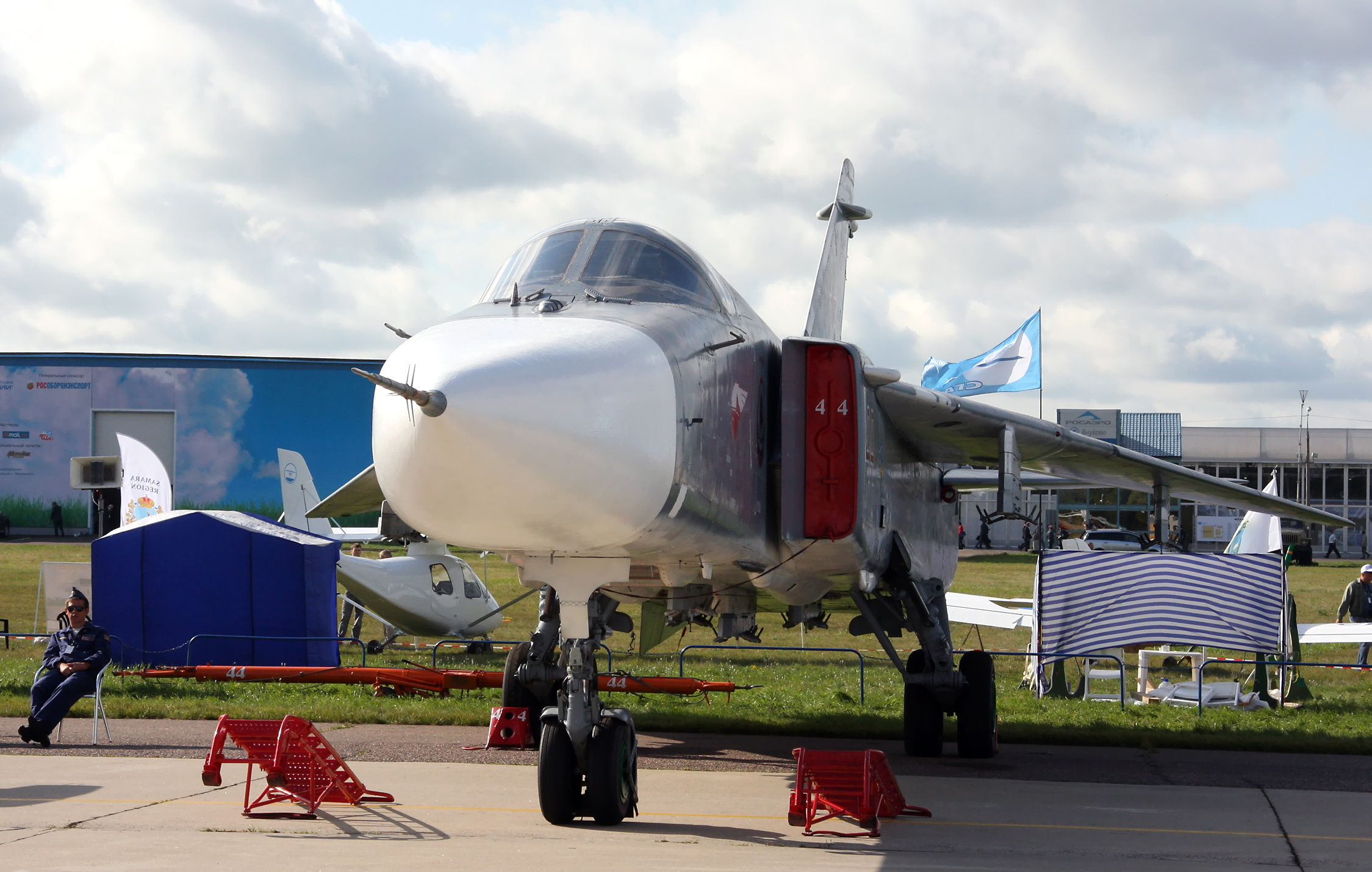
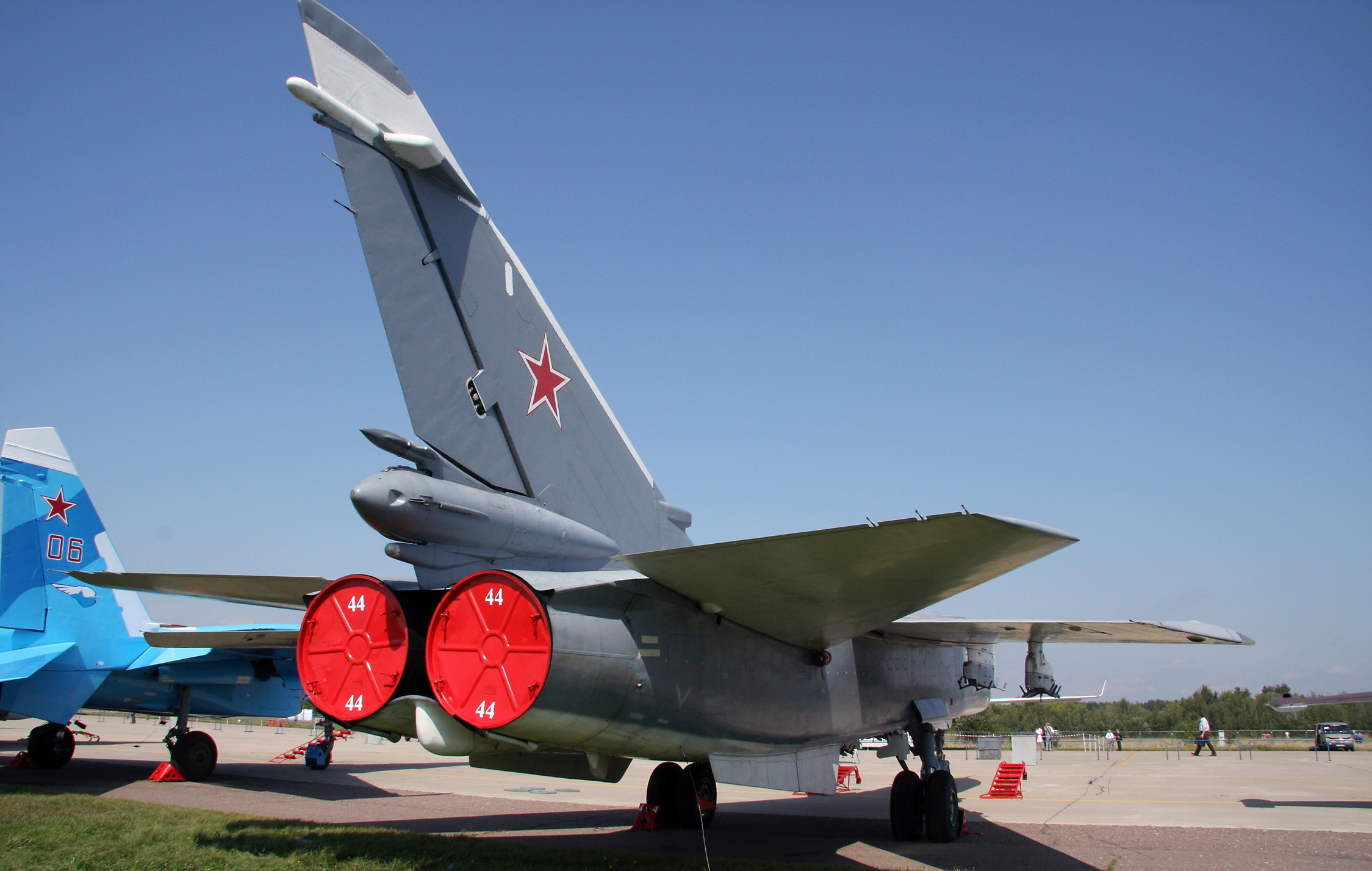
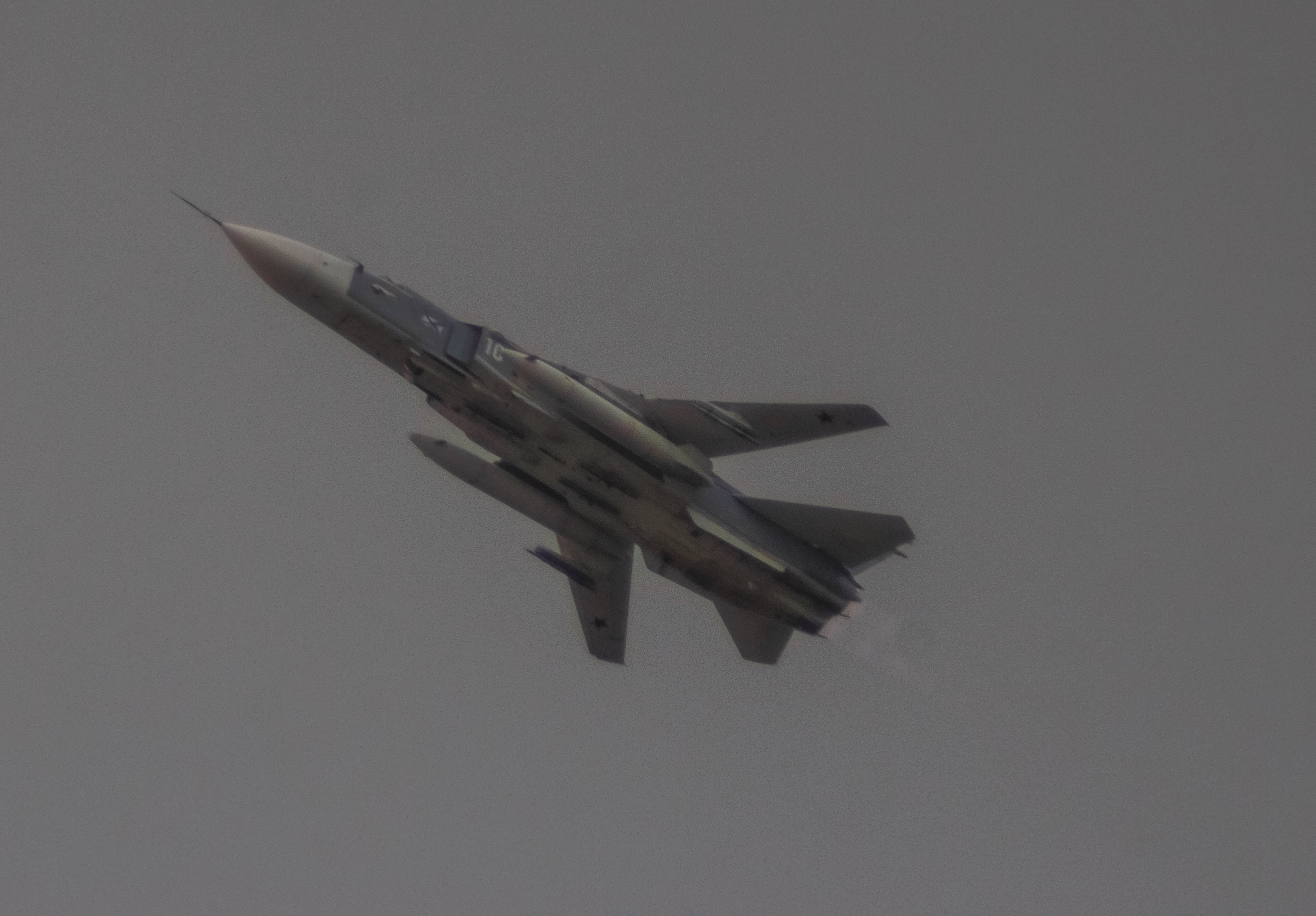

## Самолёты-памятники и музейные экспонаты
| Тип     | Бортовой номер | Местонахождение                                                            | Изображение |
| ------- | -------------- | -------------------------------------------------------------------------- | ----------- |
| Су-24М  | 01             | г. Бобруйск, ул. Ванцетти, памятник воинам-авиаторам, Белоруссия           |             |
| Су-24   |                | г. Астрахань, ул. Боевая                                                   |             |
| Су-24М  | 55             | г. Воронеж, ул. Краснознамённая, аэродром Балтимор                         | [ 113 ]     |
| Су-24М  | 70             | г. Бобров (город), Воронежская область                                     | [ 114 ]     |
| Су-24   | 56             | Государственный музей авиации Украины, Киев                                |             |
| Су-24   | 09             | Музей ВВС ВС Украины, Винница                                              |             |
| Су-24   | 29             | Музей военной техники НТИИМ г. Нижний Тагил, Россия                        |             |
| Су-24   | 02             | Музей авиации в Кургане, Россия                                            |             |
| Су-24   | 35             | Музей ВВС и ПВО в Екатеринбурге                                            |             |
| Су-24МР | 37 RF-91814    | Площадь Памяти Новый Уренгой, Россия                                       |             |
| Су-24   | 45             | Музейный комплекс УГМК Верхняя Пышма, Свердловская область                 |             |
| Су-24   |                | Новосибирский государственный технический университет, Новосибирск, Россия |             |
| Су-24М  |                | Гомель, Фестивальный парк 30°56′19″ с. ш. 52°24′29″ в. д.                  |             |
| Су-24М  | 27             | Чашники                                                                    |             |
| Су-24М  | 26             | Житковичи                                                                  |             |